# Ronde de Valence
De 'Ronde de Valence' is een cultivar van de aubergine (Solanum melongena) in de nachtschadefamilie (Solanaceae). De plant is eenjarig en werd voor het eerst gekweekt in Valence.
De plant wordt gemiddeld 70 tot 100 cm hoog en heeft grote ovale viltachtige bladeren en zijtakken. De plant heeft paarse tweeslachtige bloemen met een gestekelde kelk. Hij draagt gemiddeld 5 tot 10 vruchten die elks een diameter van 8 tot 12cm hebben en een aubergine-zwarte kleur hebben. Ze hebben stevig vruchtvlees met een groen-witte kleur. De kiemkracht van de zaden is ongeveer 5 jaar.

## Toepassingen
De vrucht kan op verschillende wijzen geconsumeerd worden. Zo kan hij zowel gekookt, gebakken als geroosteerd gegeten worden in beignets, ratatouille en moussaka (met bijvoorbeeld rijst). Hij wordt ook vaak ingemaakt in olijfolie.
De aubergine werkt rustgevend en vochtafdrijvend. Hij bezit tal van vitamines en bevat mangaan, magnesium, ijzer en calcium.